# NGC 1114
NGC 1114 је спирална галаксија у сазвежђу Еридан која се налази на NGC листи објеката дубоког неба.
Деклинација објекта је - 16° 59' 38" а ректасцензија 2h 49m 7,0s. Привидна величина (магнитуда) објекта NGC 1114 износи 12,9 а фотографска магнитуда 13,6. Налази се на удаљености од 49,860 милиона парсека од Сунца. NGC 1114 је још познат и под ознакама MCG -3-8-29, IRAS 02467-1712, PGC 10669.